# くのいち生徒会 こいき七変化!!
『くのいち生徒会 こいき七変化!!』（くのいちせいとかい こいきしちへんげ）は、もりちかこの漫画作品。小学館の雑誌『ちゃお』で第1部は2002年7月号から12月号まで連載。第2部は2003年2月号から7月号まで、第3部は2003年10月号から2004年3月号まで連載された。他に番外編が『ちゃおデラックス』に掲載された。

## あらすじ
超名門女子校・私立地神女子学園の生徒会メンバーは、生徒会長の服部こいきを除けば、みな優秀な才能を持つ生徒ばかり。
夏休み前、地神学園長に呼び出された生徒会メンバーは、「自分のもとから盗まれた、どんな願いでも叶う宝を探せ」と言い渡される。学園長によると、この世に10個しかない特別な勾玉を身につけた彼女たちは超人的な能力の持ち主で、勾玉が光ると各々の特殊な力を発揮できるという。そしてこいきの能力は忍者だった。
それぞれの願いを叶えるために、乙女七変化に変身して宝を探すこいきたち。しかし、こいきが憧れている遼太郎も勾玉の持ち主で、宝を狙う艷若衆のリーダーだった。

## 登場人物

### 乙女七変化
服部 こいき（はっとり こいき）
本作の主人公。
私立地神女子学園生徒会長で乙女のリーダー。明るく元気な金髪のツインテールの女の子で、遼太郎のことが大好き。特技は大好物のケーキの大食いで、体つきはとてもむっちりしている。1月1日生まれ。
勾玉が光ると忍者の能力を開花させられるが、花びらが舞う間に各自持参した忍装束に生着替えする必要がある。変身（着替え）の掛け声は「こいき七変化！」で、乙女としての決め台詞は「咲きほこれ！乙女七変化！」。宝への願いは「遼太郎と両想いになること」。
学園長が病に倒れた後は、生徒会で学園を運営していた。幼い頃忍の里に住んでいたことがあり、遼太郎に一度会っている。母子家庭で、父親は小さい頃から単身赴任していると聞かされていたが、3部では父親を救うのに「忍の3つの秘宝」が必要と寒太郎に知らされる。
出雲 千里（いずも せんり）
私立地神女子学園生徒会副会長で、運動部の指揮官を務める。
能力は侍で、変身の掛け声は「千里七変化！」。背が高く銀髪のショートヘアの中性的な女の子で、学園の女子から人気が高い。
学園の集会ではみのりたちと猫を被っているが、ケンカと道場破りが趣味の男勝りな性格で、木刀を持ち歩いている。他校の男子生徒とケンカしたことがある。男子校の氏巻中に潜入した時は、スカートをはいているのに全く気づかれなかった。宝への願いは「日本一強くなること」。5月5日生まれ。
真田 みのり（さなだ みのり）
私立地神女子学園生徒会会計で、抜群の音楽センスを持つフルート奏者。
能力はあやつり師で、笛（フルート）の音で他人を操り、幻を生みだす力を持つ。変身の掛け声は「みのり七変化！」。紫色のロングヘアの美女だが、金目の物が大好きな守銭奴。趣味はバイトのかけもちで、学園に無断でバイトしたことがある。宝への願いは「大金持ちになること」。8月10日生まれ。
2部では遼太郎に告白するがふられてしまい、百地に唆され邪神側につく。こいきと遼太郎の仲を引き裂こうとするが、紆余曲折で和解した。その後は自分を助けて金目の物をくれた百地が気になっているらしい。
斎賀 弥生（さいが やよい）
私立地神女子学園生徒会書記で、学園始まって以来の才女。
能力は発明家で、変身の掛け声は「弥生七変化！」。ウェーブがかった緑色のロングヘアの女の子で、変身後は髪型がポニーテールに変わる。
発明と研究が趣味なマッドサイエンティストで、夢はノーベル賞。発明品で校舎の一部を爆破したことがある。暑苦しい人が苦手だが、鋲吾から熱烈な恋心を寄せられており、暑苦しい彼を毛嫌いしている。宝への願いは「自分の研究所を持つこと」。4月15日生まれ。
新倉 みり（にいくら みり）
関西弁を話す小学生の女の子で、短い茶髪をサイドテールにしている。
生まれつき霊感が強いのを周りに気味悪がられて孤立していたが、霊使いの能力が開花してからは二匹のユーレイ（ボケとツッコミ）を従え、力をコントロールできるようになり、周囲ともある程度打ち解けた模様。猫が嫌い。変身の掛け声は「みり七変化！」。11月25日生まれ。
4巻に収録されている読み切り漫画『指名手配！キス泥棒』に、彼女の姉が主人公で登場している。

### 艷若衆七変化
藤林 遼太郎（ふじばやし りょうたろう）
氏巻男子中学校生徒会長で艷若衆のリーダーだが、やはり変身は生着替え（こちらは木の葉が舞う）。
こいきが一目惚れした男の子で、この時ケーキバイキングでこいきとケーキを50個完食した。真面目で礼儀正しい黒髪の美青年で、能力は忍者。変身の掛け声は「遼太郎七変化！」で、艷若としての決め台詞は「舞い上がれ！艷若衆七変化！」。1月26日生まれ。
忍の里を救うために宝を探しており、乙女とは敵同士だった。こいきと両想いだと分かってからは敵対関係を解消し、宝探しに協力してもらう。幼い頃は泣き虫で、こいきに一目惚れしたが相手にしてもらえなかったことがある。
国見 虎之助（くにみ とらのすけ）
氏巻中学校生徒会副会長。
能力は侍。白い髪をポニーテールにした不良風の男の子。鼻が利くのが自慢だが、千里を男と間違えてぶん殴られた。乙女と敵対していた時は千里とライバル関係だったが、味方になってからは気の合う友達になった。
晴間 響（はるま きょう）
氏巻中学校生徒会書記。
能力はあやつり師。みりと同じように霊感を持つ。童顔で小柄な優等生風の茶髪の男の子で、冷静で頭が切れる性格。艷若衆のツッコミ担当。乙女と敵対していた時はみのりとライバル関係だった。
紀之国 鋲吾（きのくに ひょうご）
氏巻中学校生徒会会計。
3月14日生まれ。能力は格闘家とアイデアマン。筋肉自慢の短髪の男の子で、単純バカな性格。アイデアマンの能力を使う時はピコピコハンマーで自分の頭を思いっきり叩き、アイデアが書かれた星を作り出す。弥生に一目惚れするが、当の弥生からは「暑苦しい」と毛嫌いされている。嘘をつくときは鼻の下をかく癖がある。

### 関係者たち
学園長（がくえんちょう）
地神女子学園学園長。和服に老眼鏡の老年女性。
勾玉の持ち主として全国から集めたこいきたちを入学早々生徒会入りさせたが、奔放なこいきたちに気苦労が絶えない。こいきたちに夏休みの宿題免除を条件に「願いが叶う宝」を探すよう言い渡し、忍装束と道具が入った袋を渡す。
実は瀬戸と共謀してこいきたちを試していたが、不思議な力で「宝」を生み出し約束を果たす。2部では体調を崩して忍の里で療養中だったが、自分が勾玉を生み出した地神神社の蛇神様の化身と明かし、邪神を封印した。
3部では病状が悪化し倒れてしまうが、寒太郎がこいきから奪った「3つの忍の秘宝」に癒されて若返り、半蔵を元に戻す。それをこいきと遼太郎に見られ、かつて寒太郎が地神神社の御神木を削った罰で半蔵を猫にした（本人も「少しやりすぎた」と思っていたが、すでに力の大半を使い果たしていた）と気まずそうに説明した。
ニャン蔵（ニャンぞう）
こいきのペットでお目付け役の喋る猫。
勾玉を感知する能力を持つ。辛口なツッコミの苦労人で、一人称と語尾は「にゃー」。こいきと行動をともにし、学園にすら堂々と連れこまれている。
3部では寒太郎に遼太郎との仲を認めてもらえず、駆け落ちしようとしたこいきに腹を立ててこいきを裏切るが、そこで意外な事実が明らかに。
その正体は忍の里の忍者だったこいきの父・半蔵で、親友の寒太郎のイタズラに怒った学園長の罰で「秘宝を手に入れるまでは」と猫に変身させられていた。学園長と寒太郎以外には正体を知らせなかったようで、こいきの誕生日にはプレゼントを送っていたが父親とは名乗れず、妻には苦労させて申し訳ないと思っていた。人間に戻った後はすっかり子煩悩な父親となっていたが、ニャン蔵の言葉遣いは抜け切っていなかった。
瀬戸 利平（せと としひら）
氏巻中学校教師で忍の里の出身。
一見冷酷で厳しそうな壮年男性で、艷若衆に秘宝を探すよう厳命していた。乙女とは敵対関係だったが、地神学園長の連絡を受けてあっさりと協力を申し出る。蜘蛛の糸を自在に操ることができる。
第2部からは乙女と艷若に修行をつけている。見た目に反して面倒見がよく、顔が怖いのを気にしているらしい。こいきには「瀬戸ちん」と呼ばれている。
瀬戸 扇（せと おうぎ）
瀬戸の息子。
右目が髪に隠れたオネエ口調の穏和な青年で、忍の里で医者をしている。遼太郎と百地とは幼なじみ。父のことは「パパちゃん」と呼ぶ。
実は勾玉の持ち主。3部からは地神学園の保健の臨時教師に赴任した。
百地（ももち）
遼太郎と因縁を持つ謎の男。
12月21日生まれ。2部から登場。遼太郎の幼なじみで昔はガキ大将だったが、自分だけ勾玉がもらえずに忍の里から出奔してしまった。
邪神に協力していたが、こいきと遼太郎に説得された後、邪神に取り込まれたみのりを救出する。その後、みのりに「詫びのしるし」と高価な貴金属のような物を渡してどこかへ去ってしまう。
藤林 寒太郎（ふじばやし かんたろう）
遼太郎の父。3部に登場。
遼太郎に瓜二つの黒髪長髪の男性だが、性格はわがまま。こいきを「肉ダンゴ」と呼んで遼太郎との仲を認めようとせず、遼太郎をさらってしまう。その際に「忍の3つの秘宝」を見つけ出せば、こいきと遼太郎の仲を認めるという条件をつけた。
昔は遼太郎そっくりの穏やかな性格だったが、妻を亡くして以来ひねくれてしまい、幼い遼太郎を置いて放浪の旅に出てしまった。たまに帰ってきては遼太郎に構っているようで、こいきたちが「子供のような父親とそれを叱る父親のような息子」（百地情報）と訪ね回って大量に情報が集まるほどだった。そのため遼太郎からも快く思われていなかったが、亡き妻の形見のかんざしを今でも大事に持っていた。終盤では紆余曲折もあって遼太郎と和解し、こいきのこともある程度認めるようになった。
実はこいきの初恋の相手であり、百地が仕掛けた落とし穴に落ちたこいきを助け、彼女に一目惚れされた。

## 単行本
小学館ちゃおフラワーコミックスより、全4巻が発売。後に電子書籍版も販売された。4巻には、読みきり漫画『指名手配！キス泥棒』が収録されている。
1. 第1巻 2002年12月19日発売 ISBN 4091381227
2. 第2巻 2003年8月23日発売 ISBN 4091381235
3. 第3巻 2004年4月1日発売 ISBN 4091381243
4. 第4巻 2004年6月1日発売 ISBN 4091381251